# Astragalus wardii
Astragalus wardii är en ärtväxtart som beskrevs av Asa Gray. Astragalus wardii ingår i släktet vedlar, och familjen ärtväxter. Inga underarter finns listade i Catalogue of Life.